# Régiment d'Île-de-France (1684-1762)
Pour les articles homonymes, voir Régiment d'Île-de-France (homonymie).
Ne doit pas être confondu avec Régiment de l'Île-de-France.
Le régiment d’Île-de-France est un régiment d’infanterie du royaume de France créé en 1684.

## Création et différentes dénominations
- 1er décembre 1684 : création du régiment d’Île-de-France
- 25 novembre 1762 : licencié, à l’exception des grenadiers incorporés dans le régiment des Grenadiers de France

## Équipement

### Drapeaux
Drapeaux jaunes avec un triangle noir dans chaque carré.

Drapeau d’ordonnance
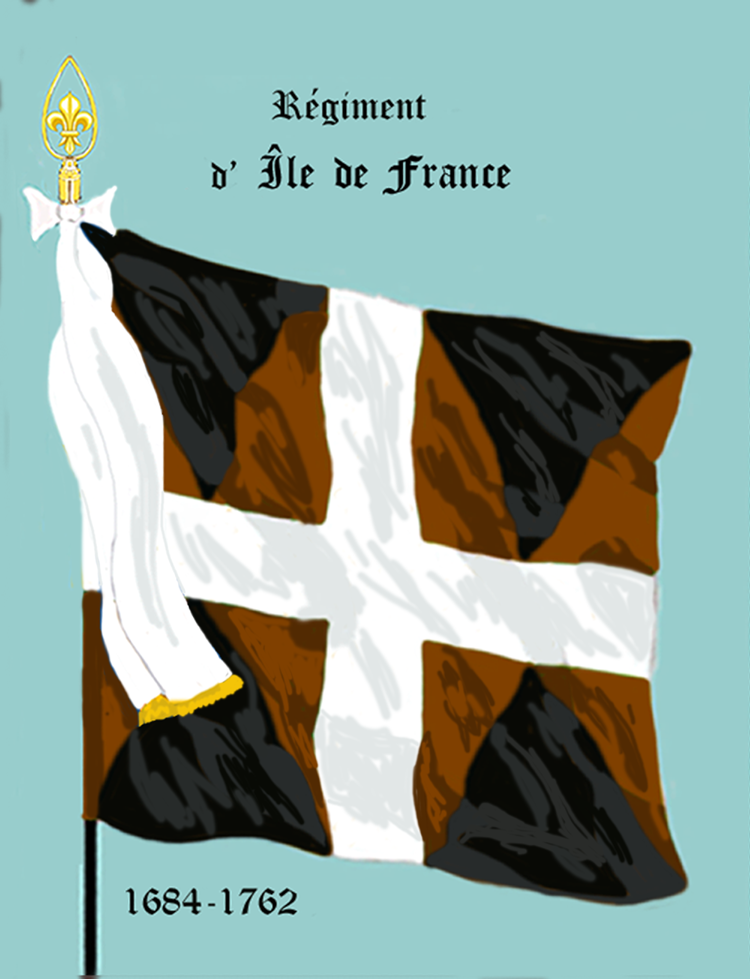
régiment d’Île-de-France de 1684 à 1762

### Habillement
Veste, collets et parements bleus ; boutons et galon dorés ; doubles poches en long garnies de 3 boutons ; autant sur les manches.

Uniformes
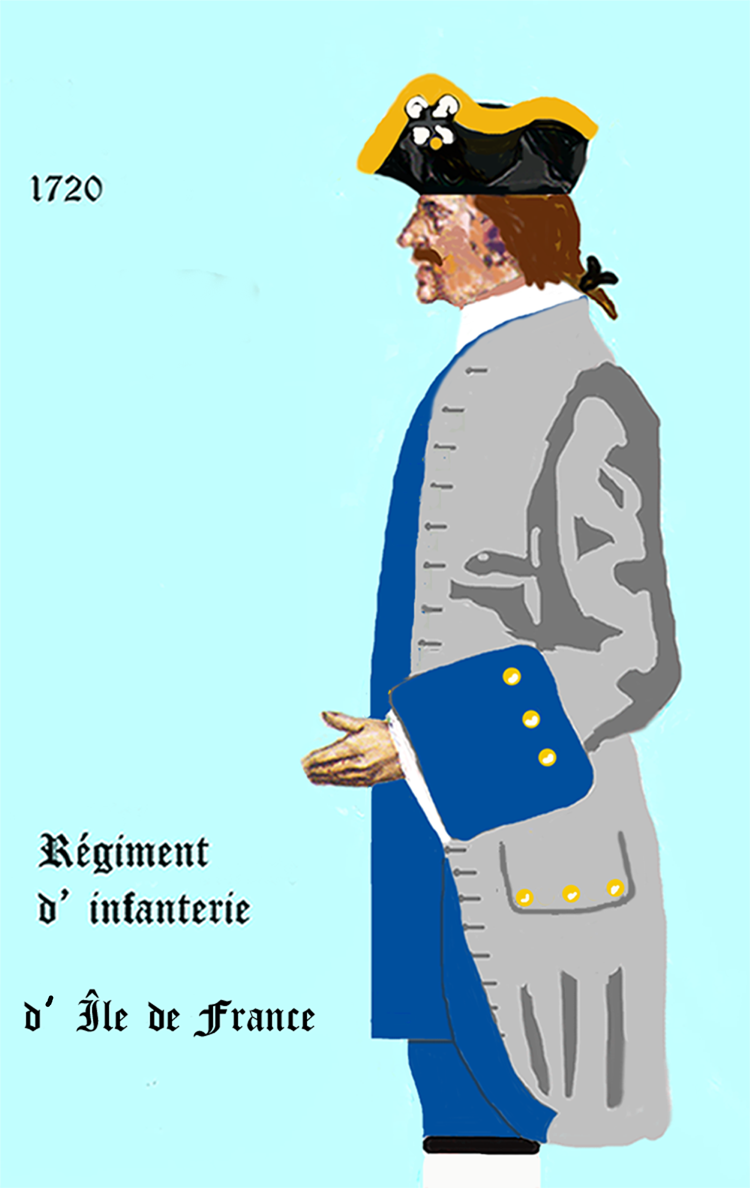
régiment d’Île-de-France de 1720 à 1734
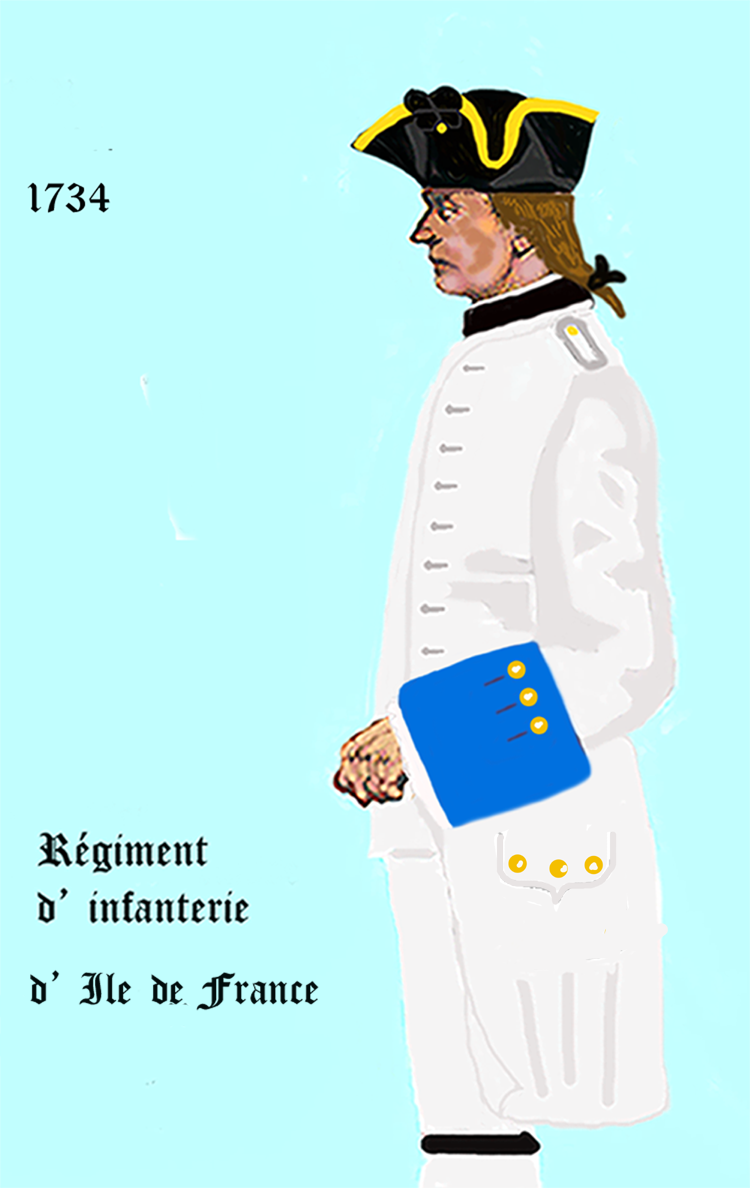
régiment d’Île-de-France de 1734 à 1757

## Historique

### Colonels
- 20 septembre 1684 : Antoine Louis de Pardaillan de Gondrin, marquis puis duc d’Antin en mai 1710, brigadier le 30 mars 1693, maréchal de camp le 3 janvier 1696, lieutenant général des armées du roi le 3 décembre 1702, † 2 novembre 1736
- 12 juin 1689 : Henri Amproux, comte de La Massays, brigadier le 28 avril 1694, † janvier 1706
- 15 décembre 1698 : Charles Guillaume, marquis de Broglie
- 20 mars 1710 : N. de Buraulure
- 15 février 1716 : François Cornuau de La Grandière, comte de Meurcé, brigadier le 20 février 1734, maréchal de camp le 1er mars 1738, † 3 avril 1752, âgé de 71 ans
- 16  avril 1738 : Pierre Emmanuel de Crussol-Florensac, marquis de Florensac, né le 16 avril 1717, brigadier le 2 mai 1744, maréchal de camp le 1er janvier 1748, † 5 janvier 1758
- 1er janvier 1748 : Louis Anne Alexandre de Montmorency, marquis de Morbecque
- 20 février 1761 : Jean-Baptiste Antoine Colbert, marquis de Seignelay

### Campagnes et batailles
- 1688 : Palatinat
- 1690 : Flandre, Fleurus (1er juillet)
- 1691 : Mons
- 1692 : garnison de Saint-Ghislain
- 1693 : côtes de Normandie. Italie, La  Marsaglia (4 octobre)
- 1695 : Catalogne
- 1697 : Barcelone où le colonel est grièvement blessé
- 1701 : Italie
- 1702 : Luzzara
- 1703 : Tyrol
- 1704 : Verceil, Ivrée, Verrue
- 1705 : Chivasso, Cassano (16 août), Soncino
- 1706 : Calcinato (19 mai), Turin
- 1707 : défense de Toulon
- 1708 : Cézanne, Alpes jusqu'à la paix
- 1727 : camp de la Saône
- 1733 : Rhin
- 1734 : Philippsbourg (2 juin - 18 juillet)
- 1739 - 1741 : Corse
- 1743 - 1746 : Alpes
- 1747 - 1748 : Provence et Nice
- 1756 - 1762 : côtes de Flandre

### Quartiers
- Montpellier[1]
- 1731-1732 : Marsal